# Wolframio
El wolframio o tungsteno —también conocido como volframio o, de forma muy poco usada en castellano, wólfram— es un elemento químico de número atómico 74 que se encuentra en el grupo 6 de la tabla periódica de los elementos. Su símbolo es W.
Es un metal escaso en la corteza terrestre, pero se encuentra en determinados minerales en forma de óxidos o sales. Es de color gris acerado, muy duro y denso, y tiene el punto de fusión y el punto de ebullición más alto de todos los elementos conocidos. Se usa en la fabricación de aparejos de pesca, en los filamentos de las lámparas incandescentes, en electrodos no consumibles de soldaduras, en resistencias eléctricas y, aleado con el acero, en la fabricación de aceros especiales.
Su variedad de carburo de wolframio sinterizado se emplea para fabricar herramientas de corte. Esta variedad absorbe más del 60 % de la demanda mundial de wolframio.
El wolframio es un material estratégico y ha estado en la lista de productos más codiciados desde la Segunda Guerra Mundial.
Por ejemplo, el gobierno federal de los Estados Unidos mantiene unas reservas nacionales de seis meses junto con otros productos considerados de primera necesidad para su supervivencia.

## Historia
En 1779 Peter Woulfe, mientras estudiaba una muestra del mineral wolframita, (Mn, Fe) (WO4), predijo que debía contener un nuevo elemento. Dos años después, en 1781, Carl Wilhelm Scheele y Torbern Bergman sugirieron que se podía encontrar un nuevo elemento reduciendo un ácido (denominado «ácido túngstico») obtenido a partir del mineral scheelita (CaWO4). En 1783, en España, los hermanos Juan José Delhuyar y Fausto Delhuyar encontraron un ácido, a partir de la wolframita, idéntico al ácido túngstico; el primero trajo el mineral consigo de su periplo por las minas y universidades europeas. En Upsala (Suecia) tomó clases con Bergman el cual le habló de sus intuiciones respecto del wolframio. Así consiguieron aislar el nuevo elemento, mediante una reducción con carbón vegetal, en el Real Seminario de Vergara donde tenía su laboratorio la Real Sociedad Bascongada de Amigos del País. Más tarde publicaron Análisis químico del wolfram y examen de un nuevo metal que entra en su composición describiendo este descubrimiento.
En 1820 el químico sueco Jöns Jacob Berzelius obtuvo wolframio mediante una reducción con hidrógeno. El método, empleado todavía actualmente, comenzó a abrir las posibilidades de uso de este metal extraordinario, pero su desarrollo fue muy lento. La necesidad constante de materiales nuevos para alimentar las guerras durante el siglo XIX hizo que los aceristas austríacos e ingleses empezaran a investigar las propiedades del wolframio como elemento de aleación. En la Universidad de Viena se experimentó con aleaciones a base de wolframio.

### Etimología
La palabra «tungsteno» procede del sueco; tung se traduce como «pesado» y sten, «piedra», es decir, «piedra pesada». 
El vocablo se debe al mineralogista sueco Axel Fredrik Cronstedt, descubridor del níquel, quien incluyó una descripción de este mineral desconocido en su libro Ensayos de Mineralogía de 1758. En la versión inglesa, de renombrado prestigio académico en la época, se mantuvo la palabra tungsten, lo que explica su popularidad en el mundo anglosajón.
La palabra «wolframio» procede de las alemanas wolf y rahm, pudiendo significar «poco valor». También se traduce como «baba de lobo» en referencia a las supersticiones de los mineros medievales sajones que creían que el diablo se aparecía en forma de lobo y habitaba las profundidades de las minas corroyendo la casiterita con sus fauces babeantes. Este metal aparecía mezclado con el ácido de otro desconocido —el wolframio— que actuaba corroyéndolo.

#### Wolframio o tungsteno
La IUPAC denomina al elemento 74, de símbolo W, como tungsten (en español: «tungsteno»). El nombre wolfram fue suprimido en la última edición de su Libro rojo (Nomenclatura de Química Inorgánica. Recomendaciones de la IUPAC de 2005). Sin embargo, dicha eliminación no ha sido aceptada por los miembros españoles de la IUPAC ni por organismos de la lengua española, que siguen considerando como el nombre original wolfram («wolframio» o «volframio») como el nombre correcto. En Hispanoamérica el elemento 74 suele ser conocido como tungsteno.
El nombre de wolfram ya había sido adoptado oficialmente, en lugar de tungsten, por la IUPAC en su 15.ª conferencia, celebrada en Ámsterdam en 1949.

## Características

### Propiedades físicas

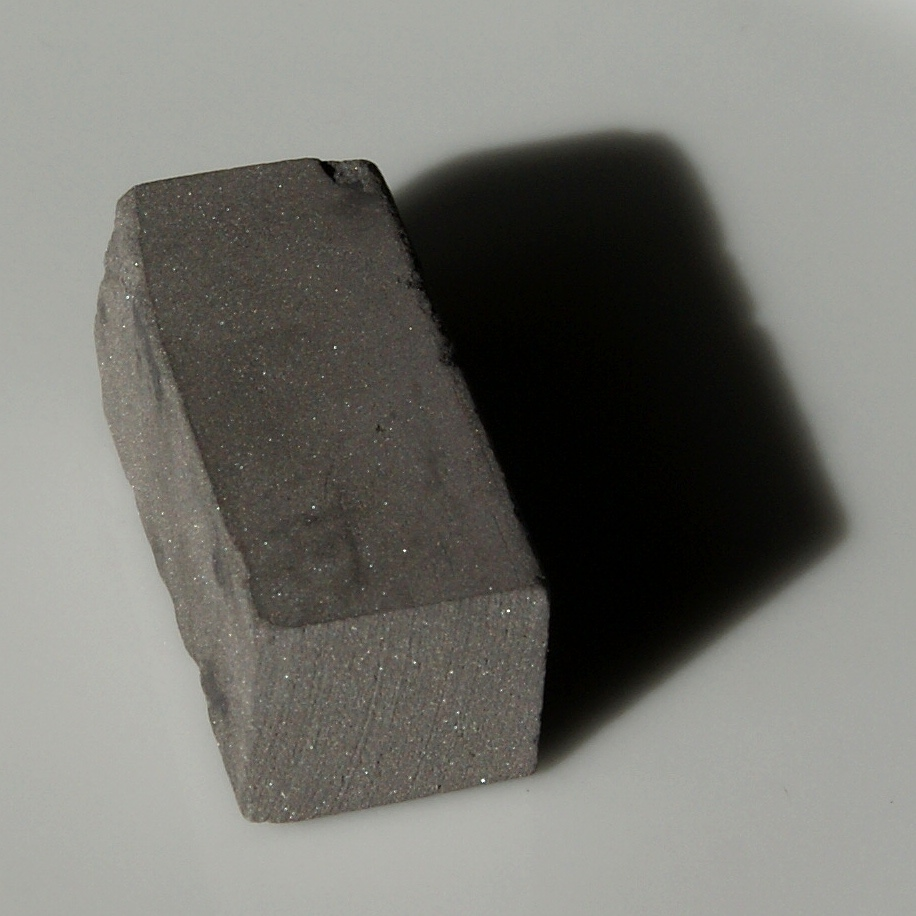
Bloque de wolframio.

En forma natural, el wolframio es un metal gris acero que es a menudo frágil y difícil de trabajar, pero si es puro, se puede trabajar con facilidad. Se trabaja por forjado, trefilado, extrusión y sinterización. De todos los metales en forma pura, el wolframio tiene el más alto punto de fusión (3410 °C, 6170 °F), menor presión de vapor (a temperaturas superiores a 1650 °C, 3002 °F) y la mayor resistencia a tracción. Además, tiene el coeficiente de dilatación térmica más bajo de cualquier metal puro, y se detecta fácilmente con reactivo de Arnulphi en medio básico (KOH), tornándose este mismo incoloro. La expansión térmica es baja, su punto de fusión es alto y la fuerza se debe a fuertes enlaces covalentes que se forman entre los átomos de wolframio en el orbital 5d. Cabe señalar que la aleación de pequeñas cantidades con el acero aumenta su resistencia.  Tiene una muy buena combinación de ventajas entre las que destacan su gran fuerza y resistencia calórica, además de una aceptable resistencia química, ya que no es fácilmente atacable por los ácidos.
El metal suele trabajarse por sinterización. El método consiste en aglomerarlo en forma de polvo de diminutos granos en una matriz metálica. Aunque la mejor opción es el cobalto, se puede encontrar también el níquel e incluso el hierro en estos casos. Todas sus aleaciones se distinguen por su enorme dureza y su resistencia. El metal se comporta excelentemente incluso a altas temperaturas, lo cual no sucede con el renio, por ejemplo, pese a que ambos metales comparten un punto de fusión similar.
El wolframio es el metal más abundante entre los metales de transición del grupo 6 de la tabla periódica. En caso de escasear, el molibdeno suele sustituirle. 
Una de sus características es que al exponerse a luz ultravioleta este tiene un brillo azulado muy brillante.

### Propiedades químicas
El wolframio resiste las reacciones redox, casi todos los ácidos comunes (incluyendo el fluorhídrico) y álcalis, aunque solo en su estado de máxima pureza, pero se oxida rápidamente expuesto a peróxido de hidrógeno (comúnmente conocido como agua oxigenada). El wolframio a temperatura ambiente soporta el ataque de casi todos los ácidos importantes en cualquier concentración aunque puede corroerse con facilidad en ácido nítrico y agua oxigenada. Con el ácido fluorhídrico ocurre el fenómeno de pasivación, formándose fluoruros en su superficie. No obstante, la capa de óxido del wolframio no es estable por encima de 400 °C y el metal queda expuesto. Los compuestos de wolframio más usados (p. ej.: carburo de wolframio) mejoran algo su ya alta resistencia a la corrosión, y de hecho les cuesta disolverse en agua regia; en estos casos, el metal es adecuado para su uso como joya, especialmente en anillos de última generación. Pese a que resiste bien los ácidos, puede irónicamente oxidarse incluso con sal de cocina común; de hecho el agua pura lo oxida (aunque el óxido no avanzará más allá de la superficie).
Es un metal difícil de alear; solo lo hace con los metales refractorios, los ferrosos y algunas excepciones. No se amalgama con el mercurio a ninguna temperatura. El wolframio se disuelve en aluminio fundido, que es uno de los pocos metales que pese a no asemejarse en nada al wolframio se alea perfectamente con él. El estado de oxidación más común del wolframio es +6, pero presenta todos los estados de oxidación, desde –2 hasta +6. Normalmente se combina con el oxígeno para formar el óxido wolfrámico amarillo (WO3) que se disuelve en soluciones de alcalino acuoso para formar iones de wolframio (WO42-).
Los carburos de wolframio (W2C y WC) se producen por el calentamiento en polvo de carbón y son algunos de los carburos más duros, con un punto de fusión de 2770 °C para WC y 2780 °C para el W2C, el WC es un conductor eléctrico eficiente, pero el W2C no, el carburo se comporta de manera similar al mismo elemento sin alear, y es resistente al ataque químico, aunque reacciona fuertemente con el cloro para formar hexacloruro de wolframio (WCl6).
Las soluciones acuosas se caracterizan por la formación de ácido heteropoliácido y aniones de polioxometalato en condiciones neutras y ácidas, además produce la acidificación del anión del metatungstato muy soluble, después de lo cual se alcanza el equilibrio. Muchos aniones de polioxometalato existen en otras especies metaestables, la inclusión de un átomo de diferentes características, como el fósforo, en lugar de dos hidrógenos centrales, en el metatungstato produce una gran variedad de ácidos heteropoliácidos, como el ácido fosfotúngstico.El ácido fosfotúngstico soportado puede usarse como catalizador.

## Aplicaciones
En estado puro se utiliza en la fabricación de filamentos para lámparas eléctricas, resistencias para hornos eléctricos con atmósfera reductoras o neutras, contactos eléctricos para los distribuidores de automóviles, también en proyectiles anticarro (flecha) por su elevado punto de fusión y densidad, y cátodos para tubos de rayos X y de televisión.
Tiene usos importantes en aleaciones para herramientas de corte a elevada velocidad, como las fresas para instrumentos odontológicos (W2C), en la fabricación de bujías y en la preparación de barnices (WO3) y mordientes en tintorería, en las puntas de los bolígrafos y en la producción de aleaciones de acero duras y resistentes.
El wolframio y su aleación más popular, el carburo de wolframio, son en ambos casos excelentes reflectores de neutrones. Los cristales de wolframio con la estructura BCC están tan comprimidos que resultan ser eficaces escudos contra la radiación de todas las clases. Barras y planchas de wolframio o carburo de wolframio pueden resistir emisiones incluso de partículas gamma o rayos de neutrones. Es un poderoso escudo, superior al plomo y que además ofrece una toxicidad nula, cosa que el plomo no. Repele los neutrones y la energía nuclear debido a su gran densidad y estabilidad atómica. 
Los wolframatos de calcio y magnesio se utilizan en la fabricación de tubos fluorescentes.
El carburo de wolframio, estable a temperaturas del orden de 500 °C, también se usa como lubricante seco.
El gas hexafluoruro de wolframio se emplea en la fabricación de circuitos integrados.

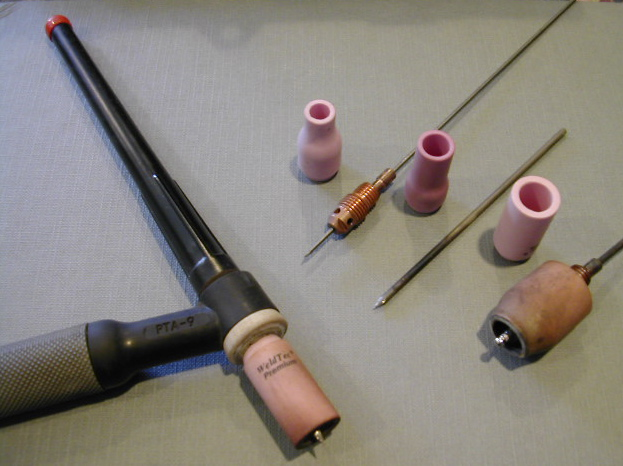
Accesorios para soldadura TIG.

Para la soldadura TIG (Tungsten Inert Gas): consiste en usarlo de electrodo no fusible (que no se funde), para hacer de arco eléctrico entre la pieza y la máquina, ya que soporta 3410 °C cuando es puro (se usa para soldar aluminio o magnesio, en corriente alterna). En este caso, el electrodo lleva un distintivo de color verde. Asimismo, si se alea con torio (al 2 %), soporta los 4000 °C y su uso alcanza la soldadura de aceros inoxidables, cobre y titanio, entre otros, en corriente continua, en cuyo caso la cinta pintada es de color rojo. También se dan aleaciones con otros elementos químicos, como el circonio, el lantano, etc.
Desde la Segunda Guerra Mundial se usó para blindar la punta de los proyectiles antitanque, como en la munición AP, y en la coraza de los blindados. La adquisición de wolframio se convirtió en un elemento vital e indispensable para la Alemania nazi, que lo adquiría a través de la España franquista y el Portugal salazarista. El suministro de wolframio a los nazis llegó a ser tan importante que provocó una seria crisis diplomática con las potencias aliadas, dado que era fundamental para la maquinaria de guerra alemana.
También se usa para la fabricación de dardos, concretamente en los barriles de los dardos, en aleación con níquel, y en una proporción desde el 80 % al 97 %. En los últimos años se ha utilizado para la fabricación de joyas como brazaletes, anillos y relojes, y también para las herraduras de los caballos como pequeños tacos y así evitar que se resbalen.[cita requerida]
Se han llevado a cabo investigaciones acerca de la utilización de residuos de la minería del wolframio para la elaboración de nuevos tipos de pastas cerámicas, usándolos como desgrasantes. Durante la actividad extractiva del mineral se desecha gran parte de la roca de la que procede. Estos residuos pueden ser aprovechados para la obtención de productos cerámicos manufacturados para posibles aplicaciones en la industria, arquitectura, conservación y restauración del patrimonio o bellas artes.
La presencia de tungsteno mejora las propiedades catalíticas de los catalizadores de óxidos mixtos para la oxidación del propileno en ácido acrílico.

## Papel biológico
El wolframio es el elemento conocido más pesado utilizado por los seres vivos. Si bien no es utilizado por los eucariotas, es un nutriente esencial para algunas bacterias. Por ejemplo, las enzimas llamadas oxidorreductasas usan el wolframio de manera similar al molibdeno, utilizando en un complejo de pterina con molibdopterina. La molibdopterina, a pesar de su nombre, no contiene molibdeno, pero puede formar un complejo con molibdeno o wolframio, funcional en seres vivos para la reducción enzimática de los ácidos carboxílicos a aldehídos. La primera enzima dependiente de tungsteno en ser descubierta también requiere selenio, y en este caso, el par wolframio-selenio funcionaría de forma análoga al par molibdeno-azufre en algunas enzimas que usan molibdopterina. Se sabe que una de las enzimas de la familia oxidorreductasa que a veces emplean wolframio (formato deshidrogenasa H) usa una versión de molibdopterina dependiente de selenio. Aunque se ha encontrado que una enzima que contiene xantina deshidrogenasa bacteriana contiene molibdopterina dependiente wolframio además de selenio no ligado a proteínas, aún no hay una descripción definitiva de un complejo de molibdopterina dependiente de wolframio-selenio.

### Efectos bioquímicos
En el suelo se oxida, convirtiéndose en un ion negativo, formando el anión tungstato (WO2−
4). Es posible que se sustituya por molibdeno en algunas enzimas, y en tales casos, la enzima que resulta en los seres eucariotas, presumiblemente sería inerte. La química del suelo determina la forma de polimerización del wolframio; los suelos alcalinos causan volframatos monoméricos, mientras que los suelos ácidos ocasionan volframatos poliméricos.
El tungstato de sodio y plomo han sido estudiados por sus efectos sobre las lombrices de tierra. El plomo es letal en sus niveles más bajos y el tungstato sódico es mucho menos tóxico, pero el tungstato inhibió por completo la capacidad reproductiva de las lombrices.

## Abundancia y obtención
Para extraer el elemento de su mena, se funde esta con carbonato de sodio obteniéndose wolframato de sodio, Na2WO4. El wolframato de sodio soluble se extrae después con agua caliente y se trata con ácido clorhídrico para conseguir ácido wolfrámico, H2WO4. Este último compuesto, una vez lavado y secado, forma el óxido WO3, que se reduce con hidrógeno en un horno eléctrico. El fino polvo obtenido se recalienta en moldes en una atmósfera de hidrógeno, y se prensa en forma de barras que se enrollan y martillean a alta temperatura para hacerlas compactas y dúctiles.

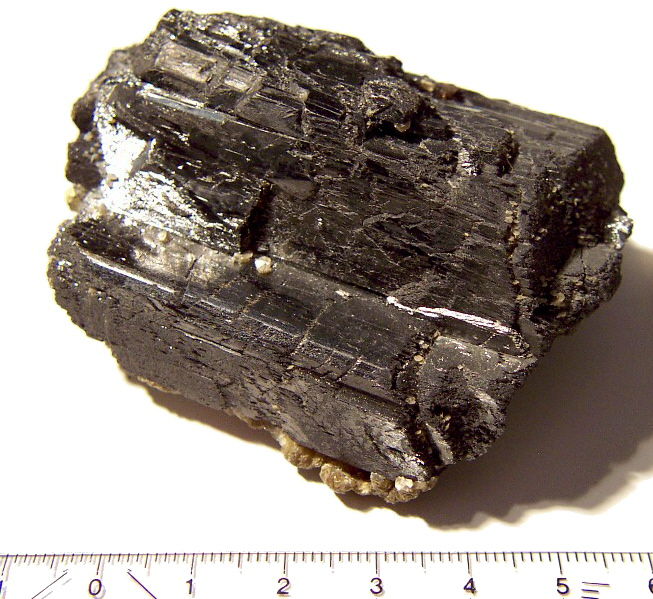
Wolframita

Hay minerales de wolframio sobre todo en China, Bolivia, Portugal, Rusia, Corea del Sur, Perú y Estados Unidos (en California y Colorado). En España se encuentran minerales de wolframio en León (Bierzo Occidental), Salamanca (Barruecopardo y Los Santos), Galicia, especialmente en Puenteceso, Santa Comba y Carballo (La Coruña), en Extremadura especialmente en algunas localidades de Badajoz, en Tornavacas y Acebo en Cáceres, o en la Mina Conchita de Estepona, en Málaga. Durante la Segunda Guerra Mundial, las minas de wolframio de España y Portugal fueron muy importantes como fuente de suministro para la Alemania nazi, haciendo que los precios del mineral se elevaran enormemente, y que se abrieran nuevas minas.
Los principales exportadores son Rusia (15,2 %), Portugal (13,6 %), Bolivia (11,9 %), España (9,57 %), Corea del Norte (7,89 %), Reino Unido (7,37 %) y Ruanda (3,91 %).
Este elemento ocupa el puesto 57.º en la clasificación de elementos más abundantes de la corteza terrestre.

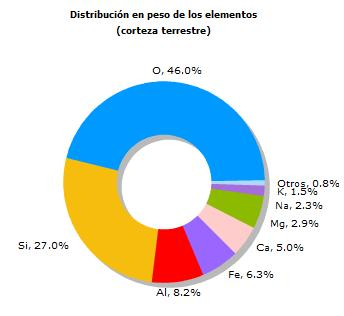
Distribución de los elementos en la corteza terrestre

No se encuentra nunca libre en la naturaleza, sino en forma de sales combinado con otros elementos, como principalmente la scheelita (CaWO4) y la wolframita ((Fe, Mn)WO4), que son sus minerales más importantes. El wolframio natural es una mezcla de cinco isótopos estables. Además se conocen 21 isótopos inestables.
El wolframio se extrae de varios minerales wolfrámicos, como la wolframita ((Fe, Mn)WO4), la scheelita (CaWO4), la cuproscheelita (CuWO4), ferberita (FeWO4), la hübnerita (MnWO4) y la stolzita (PbWO4). Estos minerales se extraen y se utilizan para producir cerca de 37 400 toneladas de concentrados de tungsteno por año. China produjo más del 75 % de este total y la mayor parte de la producción restante procede de Austria, Bolivia, Portugal y Rusia.
El tungsteno se extrae de sus minas en varias etapas. El mineral se convierte posteriormente en trióxido de wolframio (WO3), que se calienta con hidrógeno o carbono para producir wolframio en polvo. Se puede utilizar en ese estado o prensado en barras macizas.
El wolframio también puede ser extraído por reducción con hidrógeno de WF6:
WF6 + 3 H2 → W + 6 HF
o por descomposición pirolítica:
WF6 → W + 3 F2 (ΔHr = +)
Los precios del volframio se registran en la Bolsa de Metales de Londres. El precio de metal puro es de alrededor de 20 075 USD por tonelada.
Forma parte del grupo de minerales de conflicto llamado 3TG, compuesto por la casierita, la wolframita, el coltán y el oro. Este grupo de minerales es más conocido por las siglas en inglés de sus metales derivados más utilizados: tin (estaño), tungsten (tungsteno), tantalio (tántalo) y gold (oro). Tanto los minerales como los metales derivados son recursos críticos para las industrias como la electrónica, la automotriz o la aviación; y son regulados por legislaciones de alcance internacional como la ley estadounidense Dodd Frank (sección 1502) o la Regulación de los Mienerales de Conflicto de la UE debido a que en numerosas ocasiones estos minerales se extraen en zonas de conflicto y sirven para financiar y perpetuar estos conflictos.
| 1.  | China           | 69.000 |
| 2.  | Vietnam         | 4.500  |
| 3.  | Rusia           | 2.200  |
| 4.  | Mongolia        | 1.900  |
| 5.  | Corea del Norte | 1.130  |
| 6.  | Bolivia         | 1.060  |
| 7.  | Ruanda          | 900    |
| 8.  | Austria         | 892    |
| 9.  | España          | 603    |
| 10. | Portugal        | 518    |

Fuente: USGS.
NOTA: No se han publicado datos de Estados Unidos.

## Compuestos
Puede presentar estados de oxidación desde –II a +VI, pero los más comunes son los elevados. La flexibilidad en el estado de oxidación da lugar a una serie de compuestos de valencia mixta. Sus compuestos más característicos son:
- Óxidos de wolframio, y, a partir de ellos se consigue:
  - Óxidos mixtos con metales alcalinos o alcalinotérreos
  - Óxidos azules, de valencia mixta, que se preparan por reducción suave
  - Bronces de volframio, de valencia mixta y no estequiométrico, con cierta proporción de sodio
- Volframatos simples
- Iso y heteropoliácidos y sus sales, polioxometalatos de una gran riqueza y variedad estructural
- Sulfuros y halogenuros

## Isótopos
Naturalmente el wolframio consta de cuatro isótopos estables y uno inestable, el 180W. Los isótopos del wolframio son solamente inestables en teoría, y dado que se trata de una suposición no puede considerarse factible. En teoría, los cinco isótopos pueden descomponerse en isótopos del hafnio por la emisión de radiaciones alfa, pero solo el 180W se ha observado con una vida media de (1,8 ± 0,2)×1018 años, en promedio, es el rendimiento alrededor de dos desintegraciones alfa de 180W en un gramo de wolframio natural al año. Los otros isótopos naturales que no se han observado directamente han limitado su vida media a:
182W, T1/2 > 8,3×1018 años
183W, T1/2 > 29×1018 años
184W, T1/2 > 13×1018 años
186W, T1/2 > 27×1018 años
Otros 30 radioisótopos artificiales de wolframio se han caracterizado por tener una vida media estable, de los cuales181W tiene una vida media de 121,2 días, 185W con una vida media de 75,1 días, 188W con una vida media de 69,4 días, 178W con una vida media de 21,6 días, y 187W con una vida media de 23,72 h. Todos los demás isótopos tienen una vida media de menos de tres horas, y la mayoría de estos tienen una vida media inferior a 8 minutos. El wolframio también tiene 4 isómeros nucleares, el más estable es 179mW (T½ 6,4 minutos).

## Precauciones
Aunque los datos relativos a la toxicidad del wolframio son limitados, se tiene conocimiento de casos de intoxicación donde la dosis letal para los seres humanos se estima entre 500 y 5,000 mg/kg. Del wolframio se sabe que genera convulsiones e insuficiencia renal con necrosis tubular aguda.
Los efectos del wolframio en el medio ambiente son prácticamente desconocidos; una preocupación que ha surgido es el uso cada vez más generalizado del material en plomadas para pescar, algunas de las cuales se pierden inevitablemente en el agua. La variable desconocida se aplica cuando el wolframio puede ser depositado en el medio ambiente, ya sea a sabiendas o sin darse cuenta.